# Theodor Strünck
Theodor Strünck (7 de abril del 1895, Pries - 9 de abril de 1945, campo de concentración de Flossenbürg) fue un abogado alemán y miembro de la resistencia, involucrado en el complot del 20 de julio de 1944.

## Biografía
Theodor Strünck estudió ciencia legal, graduándose en la Universidad de Rostock en 1924, y se convirtió en abogado (posteriormente director) de una compañía de seguros. Inicialmente simpatizante del Nacional Socialismo, después se pasó a la oposición al régimen tras su toma del poder y el subsiguiente declive del estado de derecho. En 1937 se convirtió en Hauptmann en las fuerzas de reserva de Alemania, trabajando en la sección de la Wehrmacht del Amt Ausland/Abwehr a las órdenes de Hans Oster. Entró en contacto con Carl Goerdeler y organizó reuniones de miembros de la Resistencia alemana en su propia casa.
Por su participación en el complot del 20 de julio de 1944, Theodor Strünck fue arrestado el 1 de agosto, despedido del ejército con deshonor el 24 de agosto como parte del "Ehrenhof" (de tal modo que el Reichskriegsgericht o Corte Marcial de Reich no tendría control sobre su sentencia), y el 10 de octubre condenado a muerte por el Tribunal del Pueblo bajo su presidente Roland Freisler. Después fue encarcelado en el campo de concentración de Flossenbürg, donde él, Dietrich Bonhoeffer, Wilhelm Canaris, Ludwig Gehre, Hans Oster y Karl Sack fueron ejecutados conjuntamente en la horca el 9 de abril de 1945.

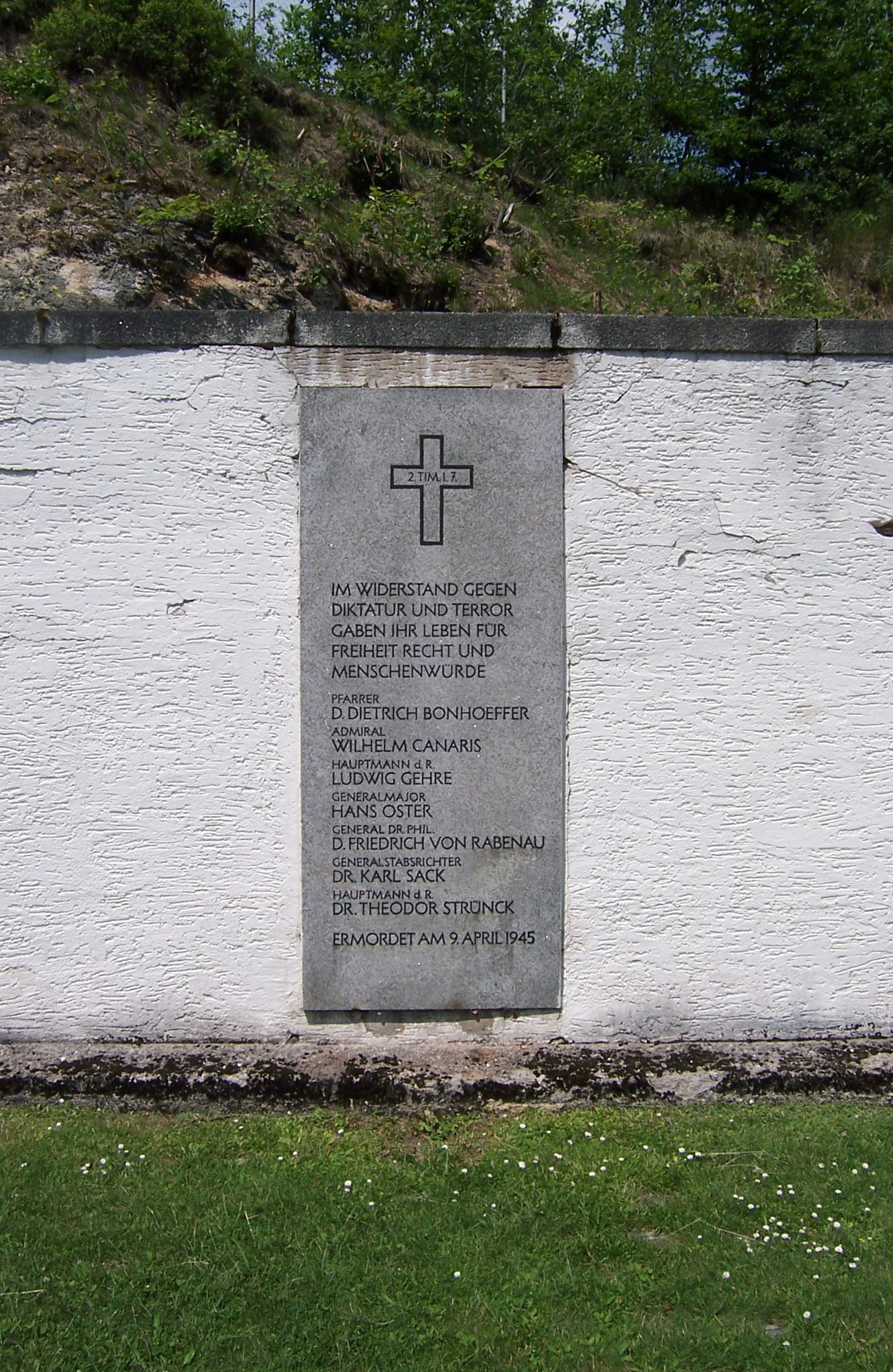
Memorial en el lugar de ejecución.